# Щекотов, Константин Никитич
Константин Никитич Щекотов (18 марта 1909, Омск — 26 июля 1975, там же) — советский художник, живописец.

## Биография
В 1924—1928 годах учился в Омском художественно-промышленном техникуме им. Врубеля на живописном отделении (педагоги В. П. Трофимов, С. Я. Фельдман).
1928—1935 годы работал в должности главного декоратора в театрах Омска, Орехово-Зуево, Москвы.
1935—1940 годы учился в МГХИ на отделении повышения квалификации художников (мастерская монументальной живописи, руководитель — профессор Л. Ю. Крамаренко). Дипломная работа: фресковая композиция «Парижская коммуна».
В 1940 получил персональное приглашение в мастерские Дворца Советов на должность художника в цвето-материальную мастерскую (руководитель И. М. Рабинович).
В 1941 поступил в Омское товарищество «Художник».
С 1943 года член Союза художников СССР.
В 1947—1960 годы член правления Омского отделения СХ СССР.
В 1949 году председатель Омского СХ РСФСР
Умер в 1975 году. Похоронен на Старо-Северном мемориальном кладбище.

## Творчество
Работал в области тематической картины, пейзажа, портрета. Центральная тема в творчестве художника — подвиг комсомолки Зои Космодемьянской. В 1970-е написал серию пейзажей, посвящённых 100-летию со дня рождения В. И. Ленина.
Принимал участие в оформлении вводного зала павильона «Сибирь» ВСХВ, Москва, 1949 (совместно с К. П. Беловым, Е. П. Соловьевым, Н. Ф. Кликушиным, А. М. Дубровским).
Произведения хранятся в Омске в ООМИИ им. М. А. Врубеля, ГМИО, ОГИК музее, в музеях Грозного, Новосибирска, Челябинска, Шушенского, Ярославля, приобретались Дирекцией Художественных выставок РСФСР.

### Работы
- Последняя ночь. (Зоя Космодемьянская). 1948—1949. Холст, масло. 182х170. ООМИИ им. М. А. Врубеля.
- Портрет свинарки Авдониной из совхоза «Победитель». 1960. Холст, масло. 70х50. ООМИИ им. М. А. Врубеля.
- Лесные сумерки. 1960. Картон, масло. 49,8х68,5. ООМИИ им. М. А. Врубеля.
- Портрет А. М. Гольденблюма. 1967. Холст, масло. 110х90. ООМИИ им. М. А. Врубеля.
- Весенние Горки. 1969. Картон, масло. 79х99. ООМИИ им. М. А. Врубеля.

## Награды и конкурсы

### Правительственные
- медаль «За доблестный труд в Великой Отечественной войне 1941—1945 гг.»

### Творческие награды
- Диплом Комитета по делам искусства РСФСР, 1949.
- Медаль «Участник Всесоюзной сельскохозяйственной выставки», 1956.

## Выставки
- 1939 г. Всесоюзная молодёжная художественная выставка. Москва.
- 1942 г. Персональная выставка. Совхоз «Лесной» Омской области.
- 1945 г. Межобластная сибирская художественная выставка. Новосибирск.
- 1946 г. Республиканская выставка произведений периферийных художников. Москва.
- 1946 г. Республиканская художественная выставка. Москва.
- 1947 г. Межобластная сибирская художественная выставка. Новосибирск.
- 1947 г. Всесоюзная художественная выставка. Москва, Ленинград.
- 1949 г. Персональная выставка "Пейзаж «Академическая дача». Зал товарищества «Художник». Омск.
- 1949 г. Республиканская художественная выставка. Москва.
- 1950 г. Передвижная выставка «Всекохудожник»: выставка произведений советских художников в городах РСФСР. Москва.
- 1950 г. Межобластная сибирская художественная выставка. Новосибирск.
- 1950 г. Республиканская художественная выставка. Москва.
- 1952 г. Республиканская художественная выставка. Москва.
- 1953 г. Республиканская выставка художников краев, областей и автономных республик. Москва.
- 1955 г. Республиканская выставка художников краев, областей и автономных республик. Москва.
- 1947 г. Всесоюзная художественная выставка. Москва.
- 1956 г. Зональная выставка художников Сибири и Дальнего Востока. Иркутск.
- 1959—1961 гг. Персональная юбилейная выставка к 50-летию со дня рождения и 25-летию творческой деятельности. Омск, Новосибирск, Красноярск.
- 1960 г. Республиканская выставка «Советская России». Москва.
- 1964 I зональная выставка «Сибирь социалистическая». Новосибирск.
- 1965 г. Выставка художников Сибири. Новосибирск.
- 1965 г. Передвижная выставка «Художники Сибири». Новосибирск.
- 1966 г. Зональная выставка произведений художников Сибири и Дальнего востока. Тюмень.
- 1967 г. II зональная выставка «Сибирь социалистическая», посвящённая 50-летию Советской власти. Омск.
- 1968 г. Областная выставка омских художников «Ленинскому комсомолу посвящается». Дом художника. Омск.
- 1968 г. Областная художественная выставка «Художники — Октябрю». Дом художника. Омск.
- 1968 г. Групповая выставка «Художники Омска». Черновцы.
- 1969 г. III зональная выставка «Сибирь социалистическая», посвящённая 50-летию Советской власти. Омск.
- 1970 г. Областная выставка произведений омских художников, посвящённая 100-летию со дня рождения В. И. Ленина. Дом художника. Омск.
- 1971 г. Выставка произведений омских художников в воинских частях Алтайского края. Барнаул и др.
- 1973 г. Юбилейная выставка, посвящённая 40-летию Омской организации СХ и ХПМ. Дом художника. Омск.
- 1974 г. Выставка «Художники — целине», посвящённая 20-летию освоения целинных и залежных земель. Дом художника. Омск.
- 1975 г. Зарубежная выставка произведений омских художников в ВНР. Будапешт.
- 1975 г. Персональная посмертная выставка. Омск.
- 1975 г. IV-я зональная выставка «Сибирь социалистическая». Томск.
- 1975 г. Областная выставка, посвящённая 30-летеию Победы над фашистской Германией. Дом художника. Омск.
- 1975 г. Выставка произведений советских художников, посвящённая 30-летеию со дня Победы над фашистской Германией. ООМИИ. Омск.
- 1977 г. Областная выставка произведений омских художников, посвящённая 60-летеию Великого Октября. Дом художника. Омск.
- 1982—1983 г. Юбилейная выставка произведений омских художников «Омская земля» (50 лет организации). Дом художника. Омск.
- 1983—1984 г. Юбилейная выставка произведений омских художников «Омская земля» (50 лет организации). Москва, Ленинград.
- 1984 г. Выставка, посвящённая 60-летию ООМИИ. Дом художника. Омск.
- 1985 г. Выставка «Нам нужен мир!». ООМИИ. Омск.
- 1995 г. Персональная выставка. Галерея «Скитъ». Омск.
- 1996 г. Выставка «Мелодии города». ОГИК музей. Омск.
- 1997 г. Выставка «Союз нерушимый. 50-е годы». Дом художника. Омск.
- 1999—2001 гг. Выставка «Искусство XX века». ООМИИ им. М. А. Врубеля. Омск.
- 2000 г. Выставка «К. Белов и художники его времени». Дом художника. Омск.
- 2000 г. Выставка «Подвиг ваш бессмертен» (к 55-летию Победы в Великой Отечественной войне). ООМИИ им. М. А. Врубеля. Омск.
- 2001 г. Выставка «Место и Время», посвящённая 10-летию ГМИО. Омск.
- 2001—2002 гг. Выставка «В дар музею. 1997—2001». ГМИО. Омск.
- 2002 г. Выставка «Искусство социального заказа. 1930—1950-е гг.». ООМИИ им. М. А. Врубеля. Омск.
- 2002 г. Выставка «Омский Союз художников в контрастах эпохи». К 70-летию образования Омской организации СХ России. ООМИИ им. М. А. Врубеля. Омск.
- 2002 г. Выставка «Товарищество „Художник“». Музей К. П. Белова. Омск.
- 2008 г. Выставка-продажа «Искусство прошлого века. Россия, Германия, Франция». Выставочный салон «Перспектива». Омск.
- 2009 г. Ретроспективная выставка произведений Василия Волкова и Константина Щекотова, посвящённая 100-летию со дня рождения живописцев. ООМИИ им. М. А. Врубеля. Омск.

## Творческие дачи
- 1950 г. Академическая дача.

## Творческие поездки
Совершил творческие поездки в 1942 году в совхоз «Лесной» Исилькульского районо Омской области; в 1945 году село Петрищево под Москвой; в 1950 году на строительство Усть-Каменогорской ГЭС (по заказу Комитета по делам искусств СССР); и другие.